# Voetbal op de Middellandse Zeespelen
Voetbal is een van de sporten die tijdens de Middellandse Zeespelen worden beoefend. De sport staat sinds de eerste editie op het programma.

## Geschiedenis
In de beginjaren werden de deelnemende landen vaak vertegenwoordigd door een amateurteam of een niet-officieel nationaal elftal, en was er ook weinig interesse in het voetbaltoernooi. Zo namen er in 1951 slechts drie landen deel aan de voetbalcompetitie. Griekenland werd de eerste kampioen. In 1967 eindigde de finale na verlengingen op een gelijkspel. Er werden geen penalty's genomen en zowel Frankrijk als Italië werden tot winnaars uitgeroepen, een unicum.
Italië wist de voetbalcompetitie tot op heden het vaakst te winnen. Reeds vier keer gingen de Italianen met de gouden medaille aan de haal. Het voetbaltoernooi staat overigens enkel open voor mannen; er werd nog nooit een vrouwencompetitie georganiseerd. Tegenwoordig wordt er tussen jeugdteams gestreden om de medailles.

## Onderdelen
| Onderdeel | 51 | 55 | 59 | 63 | 67 | 71 | 75 | 79 | 83 | 87 | 91 | 93 | 97 | 01 | 05 | 09 | 13 | 18 | 22 | Totaal |
| --------- | -- | -- | -- | -- | -- | -- | -- | -- | -- | -- | -- | -- | -- | -- | -- | -- | -- | -- | -- | ------ |
| Mannen    | •  | •  | •  | •  | •  | •  | •  | •  | •  | •  | •  | •  | •  | •  | •  | •  | •  | •  | •  | 19     |
| Totaal    | 1  | 1  | 1  | 1  | 1  | 1  | 1  | 1  | 1  | 1  | 1  | 1  | 1  | 1  | 1  | 1  | 1  | 1  | 1  | 19     |

## Medaillewinnaars
| Jaar | Goud                | Zilver          | Brons       |
| ---- | ------------------- | --------------- | ----------- |
| 1951 | Griekenland         | Egypte          | Syrië       |
| 1955 | Egypte              | Spanje          | Frankrijk   |
| 1959 | Italië              | Turkije         | Libanon     |
| 1963 | Italië              | Turkije         | Spanje      |
| 1967 | Frankrijk en Italië | niet uitgereikt | Spanje      |
| 1971 | Joegoslavië         | Tunesië         | Turkije     |
| 1975 | Algerije            | Frankrijk       | Tunesië     |
| 1979 | Joegoslavië         | Frankrijk       | Algerije    |
| 1983 | Marokko             | Turkije         | Egypte      |
| 1987 | Syrië               | Frankrijk       | Turkije     |
| 1991 | Griekenland         | Turkije         | Marokko     |
| 1993 | Turkije             | Algerije        | Frankrijk   |
| 1997 | Italië              | Turkije         | Griekenland |
| 2001 | Tunesië             | Italië          | Spanje      |
| 2005 | Spanje              | Turkije         | Libië       |
| 2009 | Spanje              | Italië          | Libië       |
| 2013 | Marokko             | Turkije         | Tunesië     |
| 2018 | Spanje              | Italië          | Marokko     |
| 2022 | Frankrijk           | Italië          | Marokko     |

## Medaillespiegel
| Plaats | Land        | Goud | Zilver | Brons | Totaal |
| 1      | Italië      | 4    | 4      | 0     | 8      |
| 2      | Spanje      | 3    | 1      | 2     | 6      |
| 3      | Frankrijk   | 2    | 3      | 3     | 8      |
| 4      | Marokko     | 2    | 0      | 3     | 5      |
| 5      | Griekenland | 2    | 0      | 1     | 3      |
| 6      | Joegoslavië | 2    | 0      | 0     | 2      |
| 7      | Turkije     | 1    | 7      | 2     | 10     |
| 8      | Tunesië     | 1    | 1      | 2     | 4      |
| 9      | Algerije    | 1    | 1      | 1     | 3      |
| 9      | Egypte      | 1    | 1      | 1     | 3      |
| 11     | Syrië       | 1    | 0      | 1     | 2      |
| 12     | Libië       | 0    | 0      | 2     | 2      |
| 13     | Libanon     | 0    | 0      | 1     | 1      |
| Totaal | Totaal      | 20   | 18     | 19    | 57     |